# Angiari
Angiari är en ort och kommun i provinsen Verona i regionen Veneto i Italien. Kommunen hade 2 265 invånare (2018).